# Plan Nisko

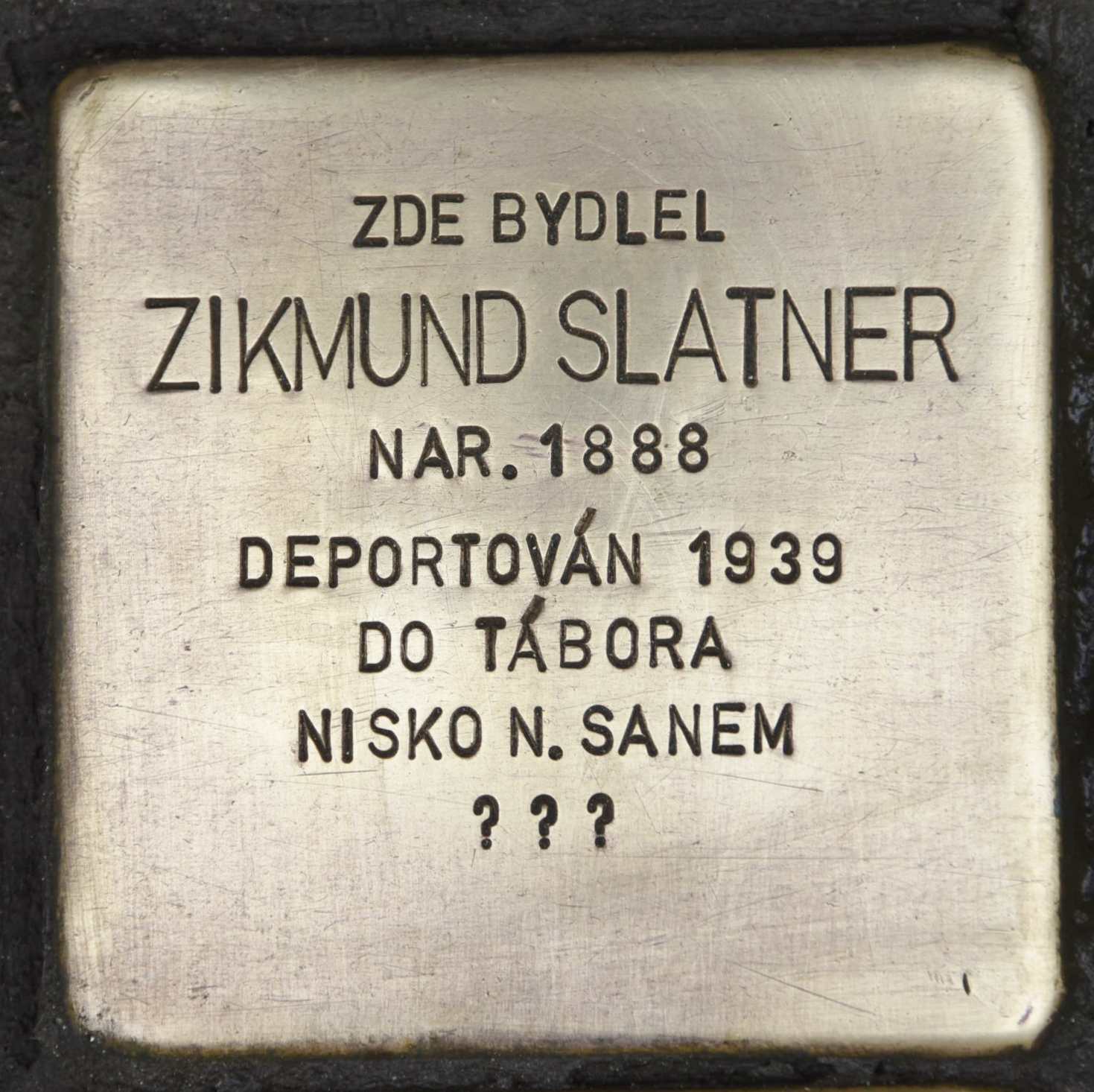
Stolpersteine de Zikmund Slatner, déporté depuis Ostrava vers Nisko.

Le plan Nisko est une opération menée en 1939 par l'Allemagne nazie pour déporter les Juifs d'Europe vers le district de Lublin situé dans le Gouvernement général en Pologne occupée. L'opération est annulée début 1940.
L'idée d'expulser les Juifs d'Europe et de les réinstaller aux confins du Gouvernement général de Pologne, près des villes de Lublin et Nisko, est envisagée par Adolf Hitler et développée par ses partisans de la Schutzstaffel (SS). L'opération est étudiée en septembre 1939, après l'invasion de la Pologne, puis mise à exécution d'octobre 1939 à avril 1940, contrairement à d'autres projets imaginés par les nazis pour déplacer de force les Juifs, avant l'attaque de la Pologne (voir : Plan Madagascar),,.
Hitler envisage cette idée avec l'aide d'Alfred Rosenberg et d'Heinrich Himmler et d'autres participent à son développement : Adolf Eichmann, Heinrich Müller, Hans Frank et Arthur Seyss-Inquart. Cette « réserve » est confiée au Gruppenführer Odilo Globocnik, ancien Gauleiter de Vienne, promu chef de la police et de la SS dans le nouveau district de Lublin. Pendant la mise à exécution du plan, les nazis instaurent un système de ghettos où sont rassemblés les civils juifs afin d'exploiter leur travail. Les premiers camps de travail forcé sont ouverts au bénéfice du projet Burggraben, consistant à fortifier la ligne de démarcation entre les Soviétiques et les nazis, et pour servir les unités SS locales de Lublin,.
Au total, environ 95 000 Juifs sont déportés dans la « réserve de Lublin ». À l'origine, le plus vaste des camps de ce réseau se trouve à Bełżec (avant la construction des centres d'extermination) où les prisonniers juifs sont livrés au travail forcé. En mars 1942, Bełżec devient le premier camp d'extermination nazi de l'Opération Reinhard : Christian Wirth y construit des chambres à gaz auxquelles il donne l'apparence de salles de douche. Même si les camps du Burggraben sont temporairement fermés fin 1940, beaucoup sont rouverts en 1941. Deux autres camps d'extermination, à Sobibór et à Majdanek, sont établis par la suite dans le district de Lublin ; le Lipowa (en) est un sous-camp rattaché à Majdanek en 1943. Le plan Nisko est abandonné pour des raisons pratiques ; néanmoins, les Zwangsarbeitslagers (en) (en allemand : camps de travail forcé) déjà ouverts pour la Deutsche Ausrüstungswerke sont devenus le modèle industriel des autres projets des SS, comme Ostindustrie. Plusieurs camps ont fonctionné jusqu'à l'Aktion Erntefest ; d'autres sont restés actifs après les massacres.